# Leyenda de Dan-El

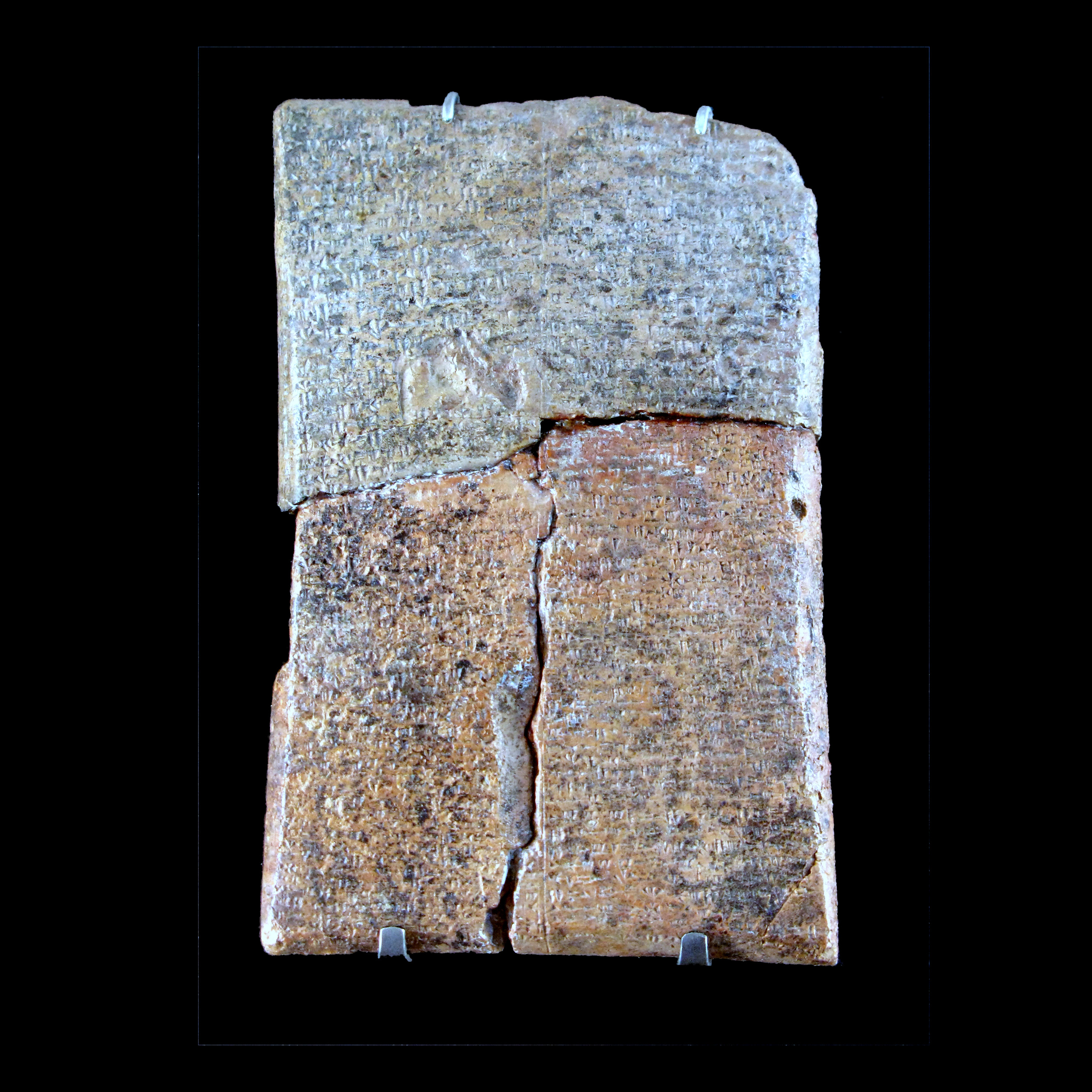
Placa que contiene una parte de la leyenda de Dan-El (Museo del Louvre).

La Leyenda de Dan-El o Aqhat es una antigua epopeya semítica occidental que narra la infructuosidad de la tierra durante los meses sin lluvia de verano, de la cual sólo se conocen fragmentos de tres tablillas que se encontraron en  Ugarit (actualmente Ras Shamra), Siria y que datan del siglo XVI a. C.
La leyenda relata el nacimiento de un príncipe llamado Dan-El, que siendo joven heredó un arco que era ambicionado por la diosa Anat y al tratar de robárselo, asesinó a Dan-El. Su muerte trajo hambruna y su padre y hermana salieron a vengarlo, pero en esa parte de la historia es donde se corta el texto, quedando incompleta la narración.